# Hessenlied
Hessenlied (Canción de Hesse) es el himno oficial del estado federado alemán de Hesse. El texto fue escrito por Carl Preser (1828-1910), y la melodía fue compuesta por Albrecht Brede (1834-1920). 

## Texto
| Oficial en alemán | Traducción al inglés: | Traducción al español: |
| 1. Ich kenne ein Land, so reich und so schön, voll goldener Ähren die Felder. Dort grünen im Tal bis zu sonnigen Höh’n viel dunkele, duftige Wälder. Dort hab’ ich als Kind an der Mutter Hand in Blüten und Blumen gesessen. Ich grüß’ dich, du Heimat, du herrliches Land. Herz Deutschlands, mein blühendes Hessenland. 2. Vom Main bis zur Weser, Werra und Lahn ein Land voller blühender Auen, dort glänzen die Städte, die wir alle sahn, sind herrlich im Lichte zu schauen. Dort hab ich als Kind an der Mutter Hand in Blüten und Blumen gesessen. Ich grüß dich, du Heimat, du herrliches Land. Herz Deutschlands, mein blühendes Hessenland. | 1. I know a land so affluent and so beautiful, the fields full of golden ears of corn. There flourish from the valley to sunny heights many dark, filmily forests. Where I as a child in mother's hand sat in blossoms and flowers. I salute thee, thou homeland, thou magnificent land. The heart of Germany, my thriving land Hesse. 2. From the Main to the Weser, Werra and Lahn a land full of blooming meadows, Where shine the cities that we all beheld, are gorgeous to see in the light. Where I as a child in mother's hand sat in blossoms and flowers. I salute thee, thou homeland, thou magnificent land. The heart of Germany, my thriving land Hesse. | 1. Sé de un país tan rico y tan hermoso, lleno de mazorcas doradas de maíz en los campos. Verdecido desde los valles hasta las alturas soleadas con muchos bosques oscuros y fragantes. Donde yo como un niño de la mano de su madre me sentaba entre sus flores. Te saludo, oh patria, oh tierra magnífica. Corazón de Alemania, Hesse, mi próspero país. 2. Desde el Meno hasta el Weser, Werra y Lahn una tierra llena de prados floreados, donde brillan las ciudades que todos contemplamos, son preciosas de ver a la luz. Donde yo como un niño de la mano de su madre me sentaba entre sus flores. Te saludo, oh patria, oh tierra magnífica. Corazón de Alemania, Hesse, mi próspero país. |